# David Roberts (actor)
David Roberts es un actor australiano que ha aparecido en televisión, cine y teatro.

## Carrera
Roberts se graduó del Victorian College of the Arts en 1987. Es mejor conocido por su papel del Capitán Roland en las películas de acción de ciencia ficción de 2003 The Matrix Reloaded y The Matrix Revolutions. También apareció en la adaptación de Marvel Comics de 2007 Ghost Rider (2007), protagonizada por Nicolas Cage.
En 2008, fue nominado a un premio AACTA al Mejor Actor en un Papel Protagónico por el papel de Raymond Yale en el largometraje debut de Nash Edgerton, The Square.

## Filmografía

### Películas
| Año  | Título                 | Papel               | Notas        |
| ---- | ---------------------- | ------------------- | ------------ |
| 1990 | Beyond My Reach        | Christopher Brookes |              |
| 1990 | Nirvana Street Murder  | Policía             |              |
| 1997 | Nightride              |                     | Cortometraje |
| 1999 | Me Myself I            | Robert Dickson      |              |
| 2003 | Roundabout             | Michael Taylor      | Cortometraje |
| 2003 | The Matrix Reloaded    | Roland              |              |
| 2003 | The Matrix Revolutions | Roland              |              |
| 2003 | Gettin' Square         | Niall Toole         |              |
| 2005 | A Divided Heart        | Charles Vickery     |              |
| 2005 | Three Dollars          | Gerard              |              |
| 2007 | Ghost Rider            | Capitán Dolan       |              |
| 2007 | Skin                   |                     | Cortometraje |
| 2008 | Fool's Gold            | Cyrus               |              |
| 2008 | The Square             | Raymond Yale        |              |
| 2010 | The Foal               | Tio John            | Cortometraje |
| 2012 | Careless Love          | Sr. Stevenson       |              |
| 2013 | The Landing            | Edward              | Cortometraje |
| 2014 | Convict                | Harvey              |              |
| 2014 | Unbroken               | Oficial Collier     |              |
| 2017 | My Pet Dinosaur        | Doctor              |              |
| 2018 | Slam                   | Alan McLeary        |              |
| 2020 | Occupation: Rainfall   | Abraham             |              |
| TBA  | A Savage Christmas     | James Savage Sr.    |              |

### Televisión
| Año     | Título                         | Papel                           | Notas                  |
| ------- | ------------------------------ | ------------------------------- | ---------------------- |
| 2023    | Safe Home                      | Gerard Priestly                 | 4 episodios            |
| 2022    | Colin From Accounts            | Bernie                          | 2 episodios            |
| 2022    | Barons (TV series)             | George Thompson                 | 4 episodios            |
| 2021    | Blue Bloods                    | Lugarteniente                   | 1 episodio             |
| 2020    | Drunk History Australia        | Cricketer                       | 1 episodio             |
| 2019    | Total Control                  | Kevin Cartwright                | 6 episodios            |
| 2019    | Bad Mothers                    | Harry                           | 5 episodios            |
| 2018    | Fighting Season                | Ian Vogel                       | 4 episodios            |
| 2018    | The Blacklist                  | Sargento                        | 1 episodio             |
| 2011-17 | Offspring                      | Phil D'Arabont                  | 15 episodios           |
| 2017    | True Story with Hamish & Andy  | Chris                           | 1 episodio             |
| 2013-16 | Please Like Me                 | Papá                            | 27 episodios           |
| 2016    | Soul Mates                     | Alcalde de Bondi                | 2 episodios            |
| 2016    | Secret City                    | General McAulffie               | 6 episodios            |
| 2010-16 | Rake                           | Norton                          | 4 episodios            |
| 2009-15 | Home and Away                  | Judge Menzies / Lou de Bono     | 20 episodios           |
| 2014    | The Code                       | Peter Lawson                    | 3 episodios            |
| 2013    | Miss Fisher's Murder Mysteries | Lachlan Pepper                  | 1 episodio             |
| 2013    | The Packer Murdoch Story       | David McNicoll                  | 2 episodios            |
| 2012    | Fatal Honeymoon                | Daniel Samuels                  | Película de televisión |
| 2012    | Devil's Dust                   | Ian Hutchinson                  | 2 episodios            |
| 2012    | Tricky Business                | David Lang                      | 1 episodio             |
| 2009-11 | Underbelly                     | Frank de Groot / Angus Campbell | 3 episodios            |
| 2009    | The Jesters                    | Andrew Shrapton                 | 1 episodio             |
| 2009    | City Homicide                  | Max McKenzie                    | 2 episodios            |
| 2009    | Rescue: Special Ops            | Ed Frazer                       | 2 episodios            |
| 2007-08 | All Saints                     | Graeme Collins / Owen Ferguson  | 2 episodios            |
| 2007-08 | Satisfaction                   | Tim                             | 3 episodios            |
| 2006    | Small Claims: The Reunion      | Peter Hindmarsh                 | Película de televisión |
| 2005    | Holly's Heroes                 | Alan Peterson                   | 26 episodios           |
| 2005    | Last Man Standing              | Gerry                           | 1 episodio             |
| 2003    | MDA                            | John Alfrano                    | 4 episodios            |
| 2003    | Blue Heelers                   | Peter Ball                      | 1 episodio             |
| 2003    | The Secret Life of Us          | Bruce Lane                      | 2 episodios            |
| 2003    | Out There                      | Johnathan Archer                | 1 episodio             |
| 2002    | Bootleg                        | Martin Burrows                  | 3 episodios            |
| 2002    | Backberner                     | David Frost                     | 1 episodio             |
| 2000-02 | Halifax f.p.                   | Detective Murray                | 2 episodios            |
| 2002    | The Lost World                 | Morden                          | 1 episodio             |
| 2001    | Head Start                     | Stephen Perry                   | 1 episodio             |
| 2001    | Do or Die                      | Dr Baker                        |                        |
| 2000    | Tales of the South Seas        |                                 | 1 episodio             |
| 1998    | Water Rats                     | Barry Strong                    | 2 episodios            |
| 1998    | Wildside                       | Murray Anders                   | 1 episodio             |
| 1997    | Big Sky                        | Pete Martin                     | 1 episodio             |
| 1996    | Mercury                        | Dave Gibson                     | 13 episodios           |
| 1996    | Snowy River: The McGregor Saga | John Archer                     | 1 episodio             |
| 1993    | Law of the Land                | Peter Lawrence                  | 13 episodios           |
| 1993    | Phoenix                        | Robert Howie                    | 10 episodios           |
| 1993    | Seven Deadly Sins              | Alistair                        | 1 episodio             |
| 1991    | Chances                        | Matt Hennessy                   | 24 episodios           |
| 1991    | All Together Now               | Etienne                         | 1 episodios            |
| 1990    | The Flying Doctors             | Peter Gardiner                  | 1 episodio             |
| 1988    | Miracle at Beekman's Place     |                                 | Película de televisión |
| 1984    | Attack On Fear                 | Seth Anderson                   | Película de televisión |